# Grand Étang de Miquelon
Le Grand Étang de Miquelon est une lagune située dans l'archipel de Saint-Pierre-et-Miquelon. Il est situé dans le nord de Miquelon et sépare Grande Miquelon du Cap. Il couvre environ 2 km2.
Si au nord-est, il communique avec l'océan Atlantique par l'intermédiaire du « Goulet du Grand Étang », à l'ouest un tombolo dit la « Dune de Miquelon », large d'à peine 200 mètres et haute de 6 mètres, l'en isole.  